# TTL 7430

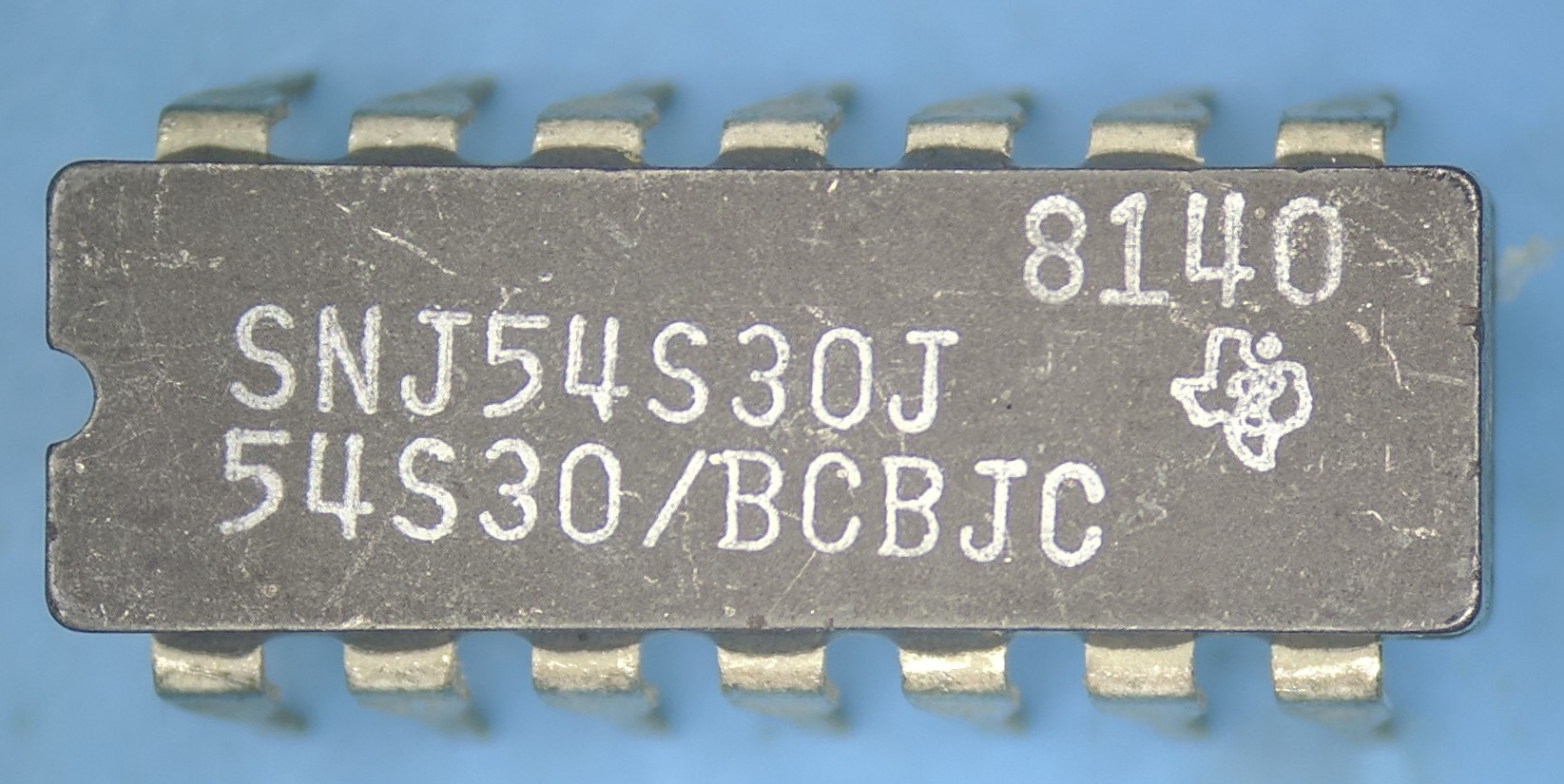
Circuito integrado SNJ54S30J da Texas Instruments

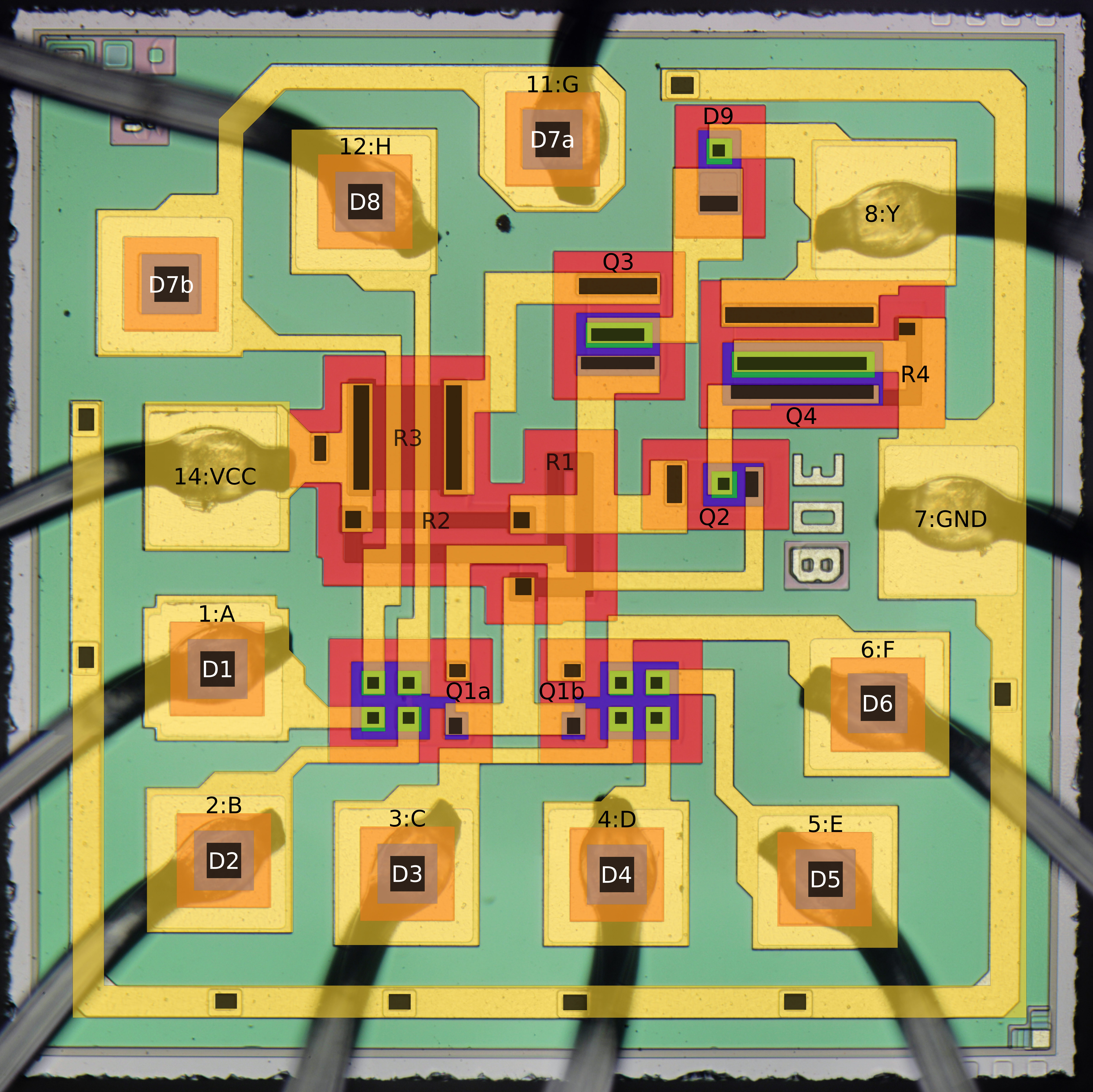
Um die de circuito integrado SN5430J

O circuito TTL 7430 é um dispositivo TTL encapsulado em um invólucro DIP de 14 pinos que contém uma porta NAND de oito entradas.

## Tabela-verdade
{\displaystyle /Y={\overline {ABCDEFGH}}}
| A-H (entrada)          | /Y (saída) |
| ---------------------- | ---------- |
| Todas as entradas H    | L          |
| Uma ou mais entradas L | H          |

H (nível lógico alto)
L (nível lógico baixo)